# Tridactylus tithonus
Tridactylus tithonus är en insektsart som beskrevs av Blackith, R.E. och R.M. Blackith 1979. Tridactylus tithonus ingår i släktet Tridactylus och familjen Tridactylidae. Inga underarter finns listade i Catalogue of Life.